# Município de Washington (condado de Paulding, Ohio)
O município de Washington (em inglês: Washington Township) é um município localizado no condado de Paulding no estado estadounidense de Ohio. No ano de 2010 tinha uma população de 719 habitantes e uma densidade populacional de 7,91 pessoas por km².

## Geografia
O município de Washington encontra-se localizado nas coordenadas 41° 01′ 38″ N, 84° 24′ 37″ O. Segundo o Departamento do Censo dos Estados Unidos, o município tem uma superfície total de 90.91 km², da qual 90,74 km² correspondem a terra firme e (0,19 %) 0,17 km² é água.

## Demografia
Segundo o censo de 2010, tinha 719 pessoas residindo no município de Washington. A densidade populacional era de 7,91 hab./km². Dos 719 habitantes, o município de Washington estava composto pelo 97,08 % brancos, o 0,28 % eram afroamericanos, o 0,14 % eram amerindios, o 0,14 % eram asiáticos, o 1,11 % eram de outras raças e o 1,25 % eram de uma mistura de raças. Do total da população o 1,39 % eram hispanos ou latinos de qualquer raça.